# Ordinariat militaire de Hongrie
L'ordinariat militaire de Hongrie (en latin : ordinariatus militaris Hungariae ; en hongrois : Tábori Püspökség) est un ordinariat militaire de l'Église catholique romaine en Hongrie, à rang de diocèse au sein des Forces armées hongroises.

## Ordinaires
- 1994-2001 : Gáspár Ladocsi[1]
- 2001-2007 : Tamás Szabó[2]
- depuis 2008 : László Bíró[3]